# أبصال الزينة

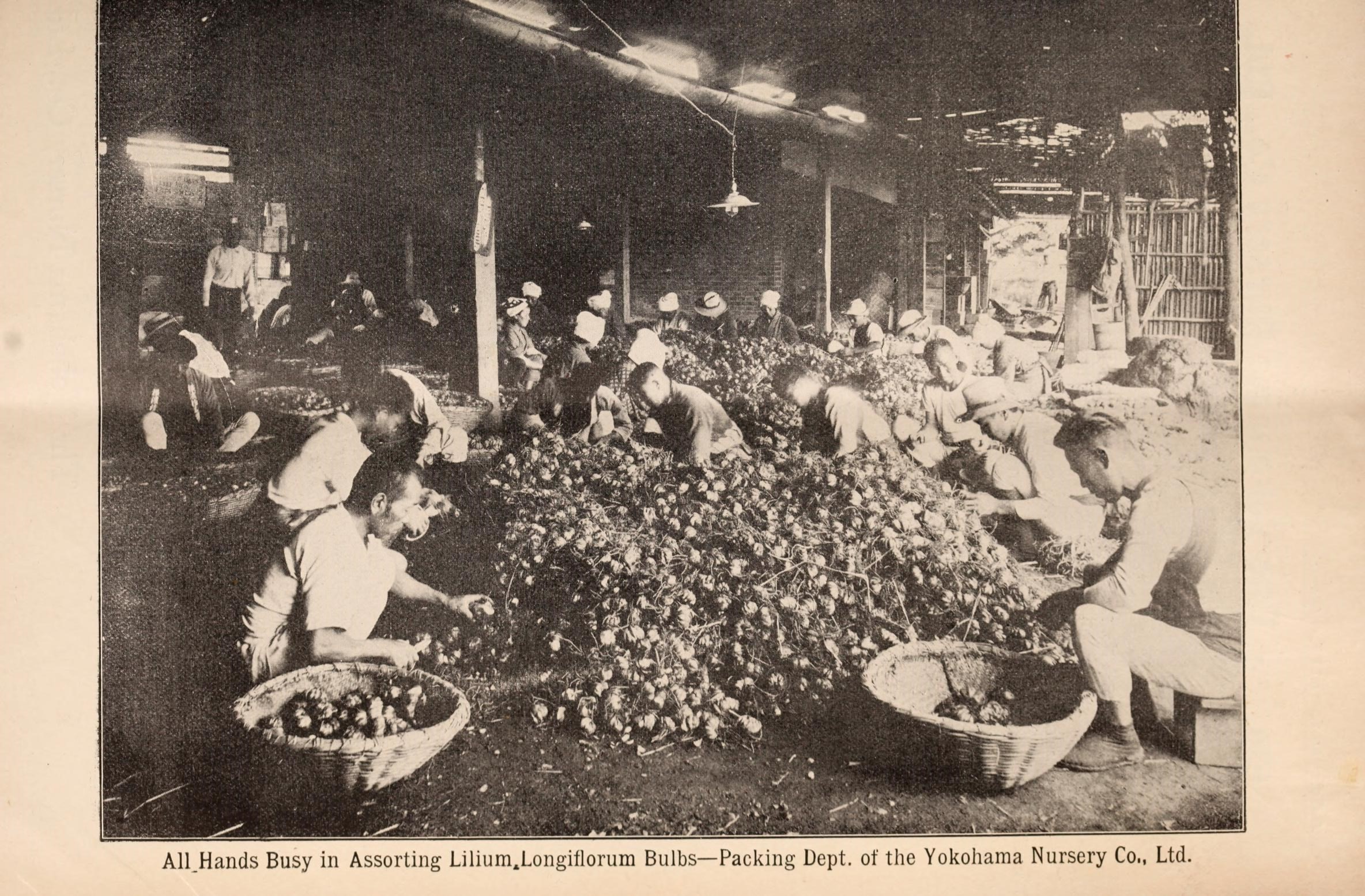
أحد مخازن أبصال الزينة.

أبصال الزينة سوق نباتية متحورة تستعمل لإكثار بعض النباتات وتخزينها. تتكاثر بعض نباتات الزينة بجزء ينمو تحت سطح الأرض سواءً كان بصلة أو جعثناً (بالإنجليزية: Corms)‏ أو بصلة حقيقية أو جذمور (بالإنجليزية: Rhizomes)‏ أو جزءاً من درنة ساقية أو جذرية (بالإنجليزية: Tubers)‏.
تزرع الأبصال الشتوية عموماً من أيلول/سبتمبر حتى تشرين الثاني/نوفمبر، وأما الأبصال المستوردة فتزرع بمجرد وصولها من الخارج وتزهر هذه الأبصال من كانون الأول/ديسمبر حتى آخر أيار/مايو أما الأبصال الصيفية كالزنبق والداليا فتزرع من شباط/فبراير إلى نيسان/أبريل وتزهر من حزيران/يونيو حتى آخر نوفمبر وهناك بعض الأبصال مثل الغلاديولس يمكن زراعتها على عروات طوال السنة للحصول على موسم تزهير مستمر.

## أنواع النباتات ذات الزهور المستعملة للزينة
تنقسم النباتات ذات الزهور التي تستغل لغرض الزينة إلى قسمين رئيسيين وذلك تبعاً لأعضاء تكاثرها(تصنف تبعاً لعمرها)

### نباتات الزهور
النباتات الحولية هي نباتات عشبية مزهرة تزرع بذورها فتنبت وتنمو وتزهر وتنضج ثمارها وبذورها خلال موسم واحد وتنتهي حياتها بأقل من سنة. وتقسم تبعاً لمواسم نموها وتزهيرها إلى قسمين:

#### الحوليات الشتوية
هي مجموعة النباتات المزهرة الحولية التي تعيش وتزهر في فصلي الشتاء والربيع وتزرع بذورها في تموز/يوليو وآب/أغسطس وأيلول/سبتمبر وتشتل في سبتمبر وأكتوبر ونوفمبر وتزهر من ديسمبر حتى مايو.

#### الحوليات الصيفية
هي مجموعة النباتات المزهرة الحولية التي تعيش أكبر فترة من عمرها في الصيف.

### نباتات الزهور المعمرة
النباتات المعمرة هي نباتات عشبية مزهرة مستديمة تبقى في مكانها عدة سنين تتجدد نمواتها الخضرية كل عام وتحمل عليها الأزهار وهي تشمل عرفاً نباتات الزهور ثنائية الحول التي تزرع بذورها فتنبت وتنمو معطيه نمواً خضرياً خلال السنة الأولى ثم تعطي نموات تكاثرية (أزهار ،ثمار ،بذور)وفي السنة التالية تموت عقب نضج بذورها.
وتقسم نباتات الزهور المعمرة:

#### معمرات شتوية
هي التي تزهر مع الحوليات الشتوية في الشتاء والربيع(من كانون الأول/ديسمبر إلى أيار/مايو).

#### معمرات صيفية
هي التي تزهر مع الحوليات الصيفية في الصيف والخريف.

## طرق زراعة الأبصال
1.الزراعة في الأصص
:تنجح أبصال الزنبق والايرس والنرجس وغيرها عند زراعتها في الأرض مباشرة يجب مراعاة ما يلي:
- عزق وتقليب التربة جيداً ثم تروى لتنمو بذور الحشائش والأعشاب الضارة ثم تعزق ثانياً للتخلص من هذه الحشائش
- يضاف سماد بلدي متحلل تماماً
- أن تكون التربة خفيفة جيدة الصرف والتهوية ويضاف رمل خالي من الأملاح (بعد غسله)
- عدم زراعة الأبصال إلا في تربة باردة نوعاً ما فيجب تخليص الأرض من الحرارة التي اكتسبتها أثناء الصيف وذلك بريها عدة مرات في الصباح الباكر ليعمل ذلك على خفض حرارتها
- يسوى سطح التربة وتقسم إلى أحواض أو خطوط ثم تزرع على بعد 7_30
- استعمال أسمدة أثناء نمو الأبصال
- اختيار الأبصال السليمة بأحجام متقاربة خالية من الأمراض والتعفنات والتي اتبعت معها الطريقة الصحيحة في الحفظ والتخزين

2.الزراعة في الأصص: تزرع كثير من الأبصال في أصص نمرة خمسة عشر(مثل أبصال المسكاري والزعفران والتيوليب) بحيث يتراوح عدد الأبصال من واحدة إلى ثلاث أو أكثر في كل أصيص ويختلف العدد تبعاً للأنواع وحجوم الأبصال
- ري الأبصال: لقابلية الأبصال للتعفن يحتم عدم ريها إلا بعد أن ترسل جذورها أو تخرج أوراقها إذا يكفيها في هذه الفترة الرطوبة الأرضية.يجب أن يتم الري باحتراس في بدء حياتها ويمكن ريها كل أسبوعين إلى ثلاثة أسابيع ويتوقف ذلك على نوع التربة ومناخ المنطقة أو إذا كانت موجودة في مكان ذو رطوبة عالية فهي لن تحتاج إلى الري في الثلاث اسابيع الأولى.
- تسميد الأبصال: لا يتم التسميد إلا بعد نفاذ الغذاء المدخر في البصلة ونموها نمواً كافياً زيفضل التسميد قبل موسم التزهير بأي نوع من الأسمدة الأزوتية

1.تسميد الأبصال مع توفر الإضاءة الساطعة
2.تزيد سمية السماد للأبصال مع زيادة عدد ساعات النهار
3.أفضل أنواع السماد للأبصال هو السماد السائل
4.الأخذ بعين الاعتبار حجم العبوات ونوع الأبصال والظروف المناخية
- العناية بعد أزهار الأبصال: بعد تفتح الأزهار وانتهاء موسم الأزهار تبدأ بالذبول التدريجي ويتشوه منظر النبات عندها يجب قص الأزهار وترك الحوامل ثم استمرار الري حتى ذبول الأوراق بعدها تخلع الأبصال من عبواتها وتجفف ثم تخزن في مكان بارد جاف حتى الخريف التالي
- القيمة التنسيقية للأبصال المزهرة:
- تمتاز الأبصال المزهرة بجمال أزهارها وتعدد ألوانها ولذلك تعتبر من أهم الأركان في تجميل الحدائق
- تستعمل أزهارها للقطف التجاري
- تستخدم للتنسيق في أحواض الزهور وقد تزرع فيها
- لاستخراج الزيوت العطرية من بعض أنواعها
- تزرع كنماذج فردية على المسطحات الخضراء